# Paraleptophlebia werneri
Paraleptophlebia werneri är en dagsländeart som beskrevs av Georg Ulmer 1919. Paraleptophlebia werneri ingår i släktet Paraleptophlebia, och familjen starrdagsländor. Enligt den finländska rödlistan är arten nationellt utdöd i Finland. Enligt den svenska rödlistan är arten nära hotad i Sverige. Arten förekommer i Övre Norrland. Artens livsmiljö är älvar och åar.